# Вудсвілл (Нью-Йорк)
Вудсвілл (англ. Woodsville) — переписна місцевість (CDP) в США, в окрузі Лівінгстон штату Нью-Йорк. Населення — 70 осіб (2020).

## Географія
Вудсвілл розташований за координатами 42°34′44″ пн. ш. 77°44′2″ зх. д. / 42.57889° пн. ш. 77.73389° зх. д. (42.579024, -77.733838).  За даними Бюро перепису населення США в 2010 році переписна місцевість мала площу 0,82 км², уся площа — суходіл.

## Демографія
Згідно з переписом 2010 року, у переписній місцевості мешкало 80 осіб у 34 домогосподарствах у складі 25 родин. Густота населення становила 97 осіб/км².  Було 37 помешкань (45/км²).
Расовий склад населення:
| - 100,0 % — білих |

До двох чи більше рас належало 0,0 %. Частка іспаномовних становила 0,0 % від усіх жителів.
За віковим діапазоном населення розподілялося таким чином: 20,0 % — особи молодші 18 років, 62,5 % — особи у віці 18—64 років, 17,5 % — особи у віці 65 років та старші. Медіана віку мешканця становила 44,0 року. На 100 осіб жіночої статі у переписній місцевості припадало 116,2 чоловіків;  на 100 жінок у віці від 18 років та старших — 93,9 чоловіків також старших 18 років.
Середній дохід на одне домашнє господарство  становив 47 200 доларів США (медіана — 43 333), а середній дохід на одну сім'ю — 50 842 долари (медіана — 43 958). Медіана доходів становила 35 417 доларів для чоловіків та 38 125 доларів для жінок. За межею бідності перебувало 9,7 % осіб, у тому числі 0,0 % дітей у віці до 18 років та 0,0 % осіб у віці 65 років та старших.
Цивільне працевлаштоване населення становило 34 особи. Основні галузі зайнятості: виробництво — 35,3 %, освіта, охорона здоров'я та соціальна допомога — 26,5 %, мистецтво, розваги та відпочинок — 17,6 %, науковці, спеціалісти, менеджери — 11,8 %.